# Maarzita
Maarzita (tiếng Ả Rập: معرزيتا) là một ngôi làng Syria nằm ở Kafr Nabl Nahiyah ở huyện Maarrat al-Nu'man, Idlib. Theo Cục Thống kê Trung ương Syria (CBS), Maarzita có dân số 2707 trong cuộc điều tra dân số năm 2004.